# Rickleå

Rickleå, by i Robertsfors kommun belägen vid Rickleån. Byn omtalas i skrift första gången 1337.